# Музеј модерне уметности града Париза
48° 51′ 52″ N 02° 17′ 50″ E / 48.86444° С; 2.29722° И
Музеј модерне уметности града Париза (фр. Musée d'Art Moderne de la Ville de Paris) је музеј посвећен уметности 20. века који се налази у Авенији председника Вилсона 11, у париском 16. арондисману.

## Опис
Лоциран у источном крилу Палате Токио, изграђене зе Међународну изложбу уметности и технологије 1937. године, музеј је отворен 1961. године. У његовим збиркама налази се више од 8.000 радова различитих уметничких праваца 20. века. Осим изложби најзначајнијих праваца и уметника, у музеју се приређују и монографске и тематске изложбе савремених уметничких трендова. Привремене изложбе се смењују на сваких шест недеља.

## Збирке
Између осталих, музеј поседује збирке делâ Пабла Пикаса, Анрија Матиса, Раула Дифија, Мориса де Вламинка, Жоржа Руоа, Фернана Лежеа, Жоржа Брака, Франсиса Пикабије, Амедеа Модиљанија, Ђорђа де Кирика, Кеса ван Донгена, Пјера Бонара, Шаима Сутина, Андреа Дерена, Сузане Валадон, Мориса Утриља, Робера и Соње Делоне, Франтишека Купке, Хуана Гриса, Ханса Белмера, Жана Фотријеа, Жана Арпа, Алберта Ђакометија, Ива Клајна, Пјера Сулажа.

## Крађа 2010.
Дана 20. маја 2010. године, музеј је пријавио крађу пет слика из своје збирке. Украдене су следеће слике: „Голуб с грашком“ Пабла Пикаса, „Пасторала“ Анрија Матиса, „Маслиник код Естака“ Жоржа Брака, „Жена с феном“ Амедеа Модиљанија и „Мртва природа са свећњаком“ Фернана Лежеа. Слике су процењене на 100 милиона евра.
Камере музејског видео-надзора су снимиле маскираног мушкарца како, током ноћи, краде слике које је вадио из рамова, док је рамове оставио на зиду. Лопов је ушао у музеј разбивши прозор, а није јасно зашто се аларм није активирао. Верује се да је лопов пљачку извршио сам.